# Scott Scanlon
Scott Scanlon is een personage uit de televisieserie Beverly Hills, 90210, gespeeld door acteur Douglas Emerson. Het personage speelde alleen mee in de eerste twee seizoenen. In de aflevering The Next Fifty Years kwam Scott om het leven door een ongeluk met een vuurwapen.
Acteur Emerson had aangegeven een punt te willen zetten achter zijn acteerwerk, om weer naar school te kunnen gaan. Door het personage te laten overlijden, kon Emerson de set verlaten. Hij ging hierna inderdaad naar school en kwam uiteindelijk terecht bij de Amerikaanse luchtmacht.

## Beschrijving
Scott is bevriend met David Silver. Beiden vallen op de West Beverly Hills High buiten de populaire groep jongeren rondom Kelly, Brandon en Brenda. Als de vader van David in het huwelijk treedt met de moeder van Kelly, krijgt David echter de kans om zich bij de populaire groep te voegen. Dit geldt niet voor Scott, die buiten de groep blijft vallen.
Tijdens de zomerperiode verblijft hij op de ranch van een familielid. Op school draagt hij sindsdien een cowboyhoed. In een poging om haar zoon aansluiting te laten vinden bij de populaire leerlingen, zorgt zijn moeder er voor dat zij worden uitgenodigd op zijn 16e verjaardagsfeestje. Het feest verloopt echter niet erg gladjes, en om de aandacht op zich te vestigen pakt hij een vuurwapen om te laten zien hoe handig hij daar mee kan omgaan. Het wapen gaat echter per ongeluk af en Scott schiet in zijn eigen maag. Hij komt hierdoor te overlijden.

## Wapenwetgeving
De schrijvers van de televisieserie verwerkten regelmatig sociale problemen in de verhaallijn. Medeschrijver Charles Rosin had vernomen van een 17-jarige die per ongeluk door een vuurwapen was omgekomen tijdens het vieren van zijn schooldiploma. Hoewel Rosin aanvankelijk geen medewerking kreeg vanuit Fox, gingen ze uiteindelijk overstag en kon hij het thema in de serie verwerken. Hij zag het zelf als een bewuste poging om aandacht te vragen voor het aanscherpen van de wapenwetgeving in Amerika en hoopte de politieke cultuur rondom wapens te veranderen.